# The Drug Traffic
The Drug Traffic er en amerikansk stumfilm fra 1923 af Irving Cummings.

## Medvirkende
- Robert Walker som Willie Shade
- Gladys Brockwell som Edna Moore
- Barbara Tennant som Mary Larkin
- Ben Hewlett som Harry